# Adrian Grunberg
Adrian Grunberg est un réalisateur et scénariste américain. Il est connu pour être le réalisateur et coscénariste du film Kill the Gringo avec Mel Gibson en 2012 et le réalisateur de Rambo: Last Blood en 2019.

## Biographie
Adrian Grunberg commence sa carrière dans les années 1990 comme assistant réalisateur de plusieurs films mexicains. Il travaille ensuite aux États-Unis, comme second assistant réalisateur sur le film Men with Guns de John Sayles sorti en 1997. Il collabore ensuite avec des réalisateurs de renom, comme Álex de la Iglesia, Alejandro González Iñárritu, Steven Soderbergh, Peter Weir ou encore Tony Scott.
En 2006, il est le premier assistant de Mel Gibson sur Apocalypto. Quelques années plus tard, les deux hommes coécrivent Kill the Gringo, qui est le premier long métrage d'Adrian Grunberg, sorti en 2012. Si le film ne connait pas un immense succès commercial et sort principalement en vidéo, il reçoit globalement de bonnes critiques, notamment 81 % d'opinions favorables sur l'agrégateur américain Rotten Tomatoes.
En août 2018, il est annoncé comme réalisateur de Rambo: Last Blood avec Sylvester Stallone.

## Filmographie
Sauf indication contraire, les informations mentionnées dans cette section peuvent être confirmées par la base de données cinématographiques IMDb,  présente dans la section « Liens externes ».

### Réalisateur
- 2012 : Kill the Gringo (également coscénariste)
- 2018 : Aquí en la Tierra (série TV) - 1 épisode
- 2019 : Rambo: Last Blood
- 2023 : The Black Demon

### Réalisateur de la seconde équipe / assistant réalisateur
- 1995 : Bésame en la boca d'Abraham Cherem
- 1996 : El amor de tu vida S.A. de Leticia Venzor
- 1997 : Et hjørne af paradis de Peter Ringgaard
- 1997 : Men with Guns de John Sayles
- 1997 : Conan (série TV)
- 1997 : Perdita Durango d'Álex de la Iglesia
- 2000 : Amours chiennes (Amores perros) d'Alejandro González Iñárritu
- 2000 : Traffic de Steven Soderbergh
- 2002 : Dommage collatéral (Collateral Damage) d'Andrew Davis
- 2002 : Frida de Julie Taymor
- 2003 : Vera de Francisco Athié
- 2003 : Master and Commander : De l'autre côté du monde (Master and Commander: The Far Side of the World) de Peter Weir
- 2004 : Man on Fire de Tony Scott
- 2004 : Conejo en la luna de Jorge Ramírez Suárez
- 2005 : La Légende de Zorro (The Legend of Zorro) de Martin Campbell
- 2005 : Jarhead : La Fin de l'innocence (Jarhead) de Sam Mendes
- 2006 : Apocalypto de Mel Gibson
- 2009 : The Limits of Control de Jim Jarmusch
- 2010 : Hors de contrôle (Edge of Darkness) de Martin Campbell
- 2010 : Wall Street : L'argent ne dort jamais (Wall Street: Money Never Sleeps) d'Oliver Stone
- 2015 : Sense8 (série TV) - 8 épisodes
- 2015 : Captive de Jerry Jameson
- 2015-2017 : Narcos (série TV) - 12 épisodes
- 2016 : Jack Reacher: Never Go Back d'Edward Zwick